# Coenonympha lundbladi
Coenonympha lundbladi är en fjärilsart som beskrevs av Felix Bryk 1946. Coenonympha lundbladi ingår i släktet Coenonympha och familjen praktfjärilar. Inga underarter finns listade i Catalogue of Life.